# 民間防衛軍 (イスラエル国防軍)

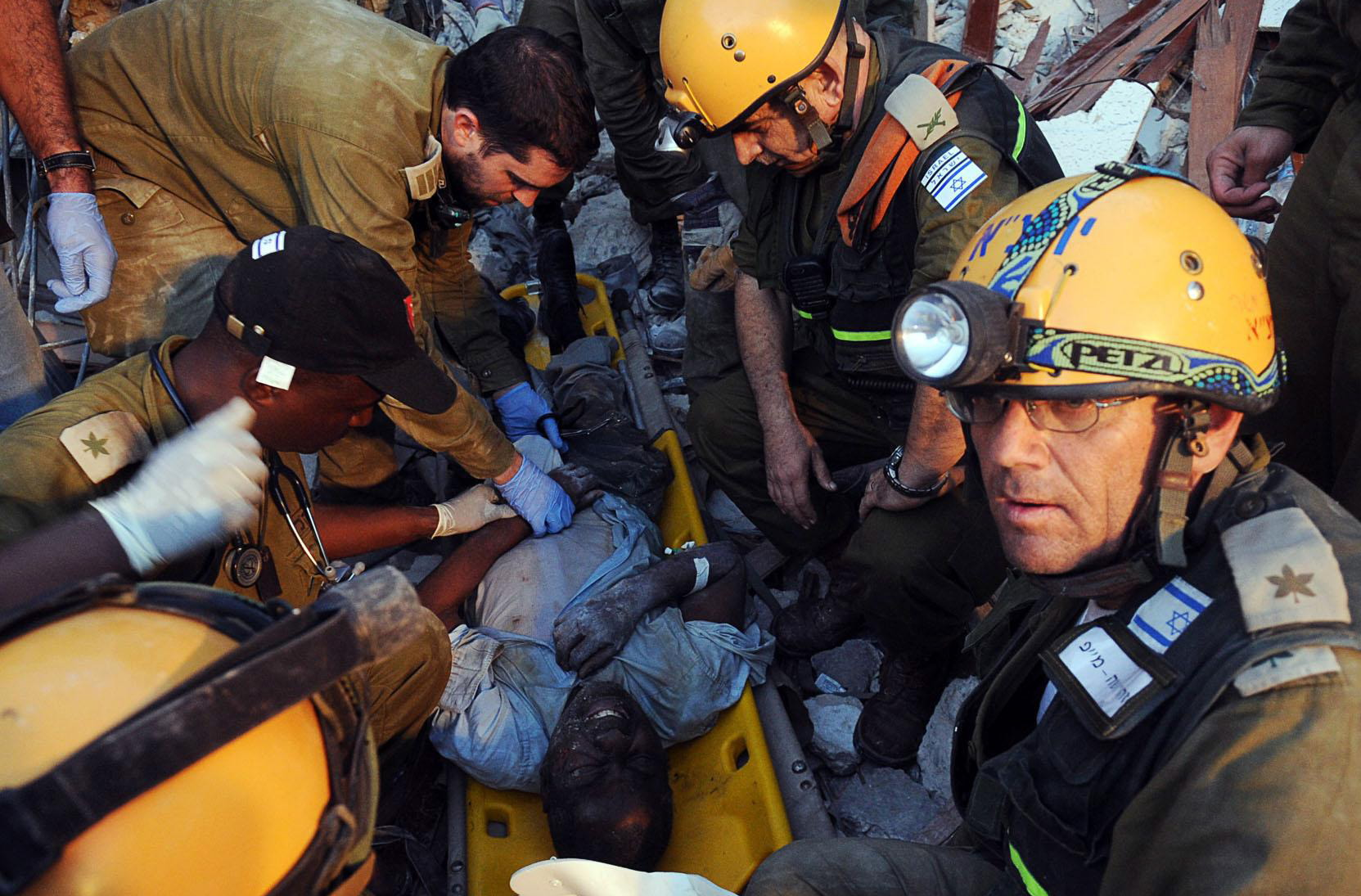
ハイチ大地震での救助活動を行うイスラエル民間防衛軍の救助隊員

民間防衛軍（Home Front Command、ホームフロント・コマンド、פיקוד העורף、Pikud Ha'Oref、ピクァル）は、イスラエル国防軍の方面軍の一つとして編成された組織である。

## 概要
民間防衛軍は1992年に前年の湾岸戦争の戦訓を受けて編成された。この戦争では、イラク軍のスカッド短距離弾道ミサイルによる攻撃により、1948年の第一次中東戦争の後では初めて、イスラエルの民間人・市民生活が重大な危機にさらされる事になった。民間防衛軍が組織される以前は、3つの方面軍（北部軍、中央軍、南部軍）がそれぞれ後方支援の民間支援部隊を編成、管轄していたが、これらの部隊を統合する形で編成された。
民間防衛軍は軍の後方支援活動、テロ攻撃や暴動からの市民生活の防護、災害救助活動などを行う事を目的とした組織で、外国軍との大規模な戦闘行為を目的とした組織ではない。
民間防衛軍は第669戦闘捜索救難部隊と混同されることもあるが、民間防衛軍は主に災害等での救難捜索活動を行うのに対し、第669戦闘捜索救難部隊は敵対勢力支配地域での戦闘捜索救難活動(Combat Search and Rescue:CSAR)を主任務としている。
民間防衛軍は海外の大規模災害への救援任務の為、国外に派遣された例もある。2010年のハイチ大地震、2011年の東日本大震災には医療チーム・捜索救難チームが派遣され、現地での救助活動を行った。

## 編成

イスラエル民間防衛軍（ホームフロント・コマンド）の編成図

- 北部管区
- ハイファ管区
- グッシュ・ダン管区（テルアビブ管区）
- 中央管区
- エルサレム管区
- 南部管区
- 捜索救難学校（バハード16）（英語版）
- オーク管区（第60管区）（ヘブライ語版）
- アロン旅団（"Alon" Brigade）
  - "Shahar"/"Dawn" 捜索救難大隊
    - "Shavit"/"Comet" 捜索救難中隊
    - "Hetz"/"Arrow" 捜索救難中隊
    - "Rotem"/"Furze" 捜索救難中隊

  - "Kedem"/"East" 捜索救難大隊
  - "Ram" 捜索救難大隊
  - "Tavor" 捜索救難大隊

## 画像

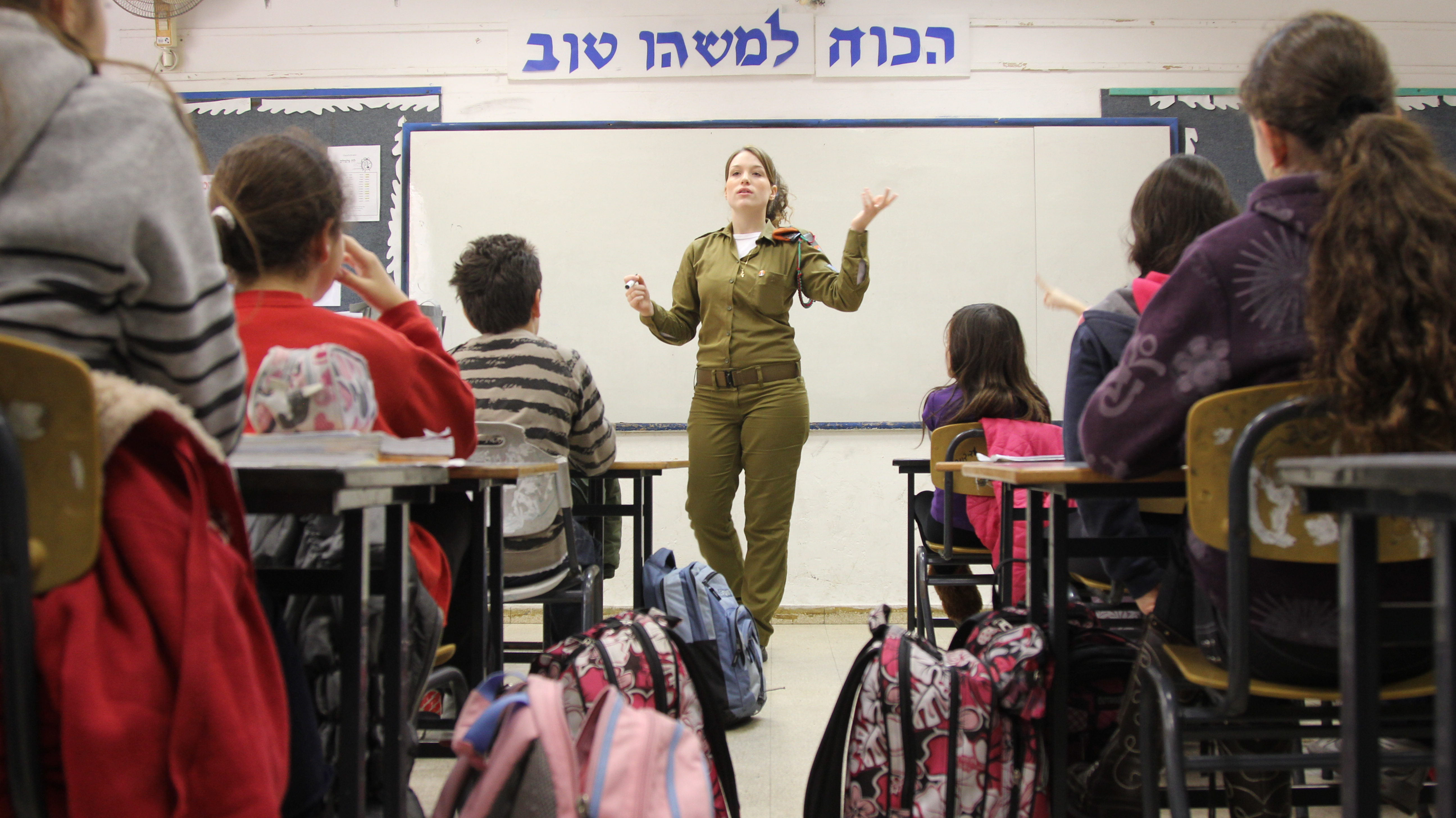
ガザ地区等からのロケット弾攻撃に備えて講義を行う民間防衛軍所属の女性兵士。
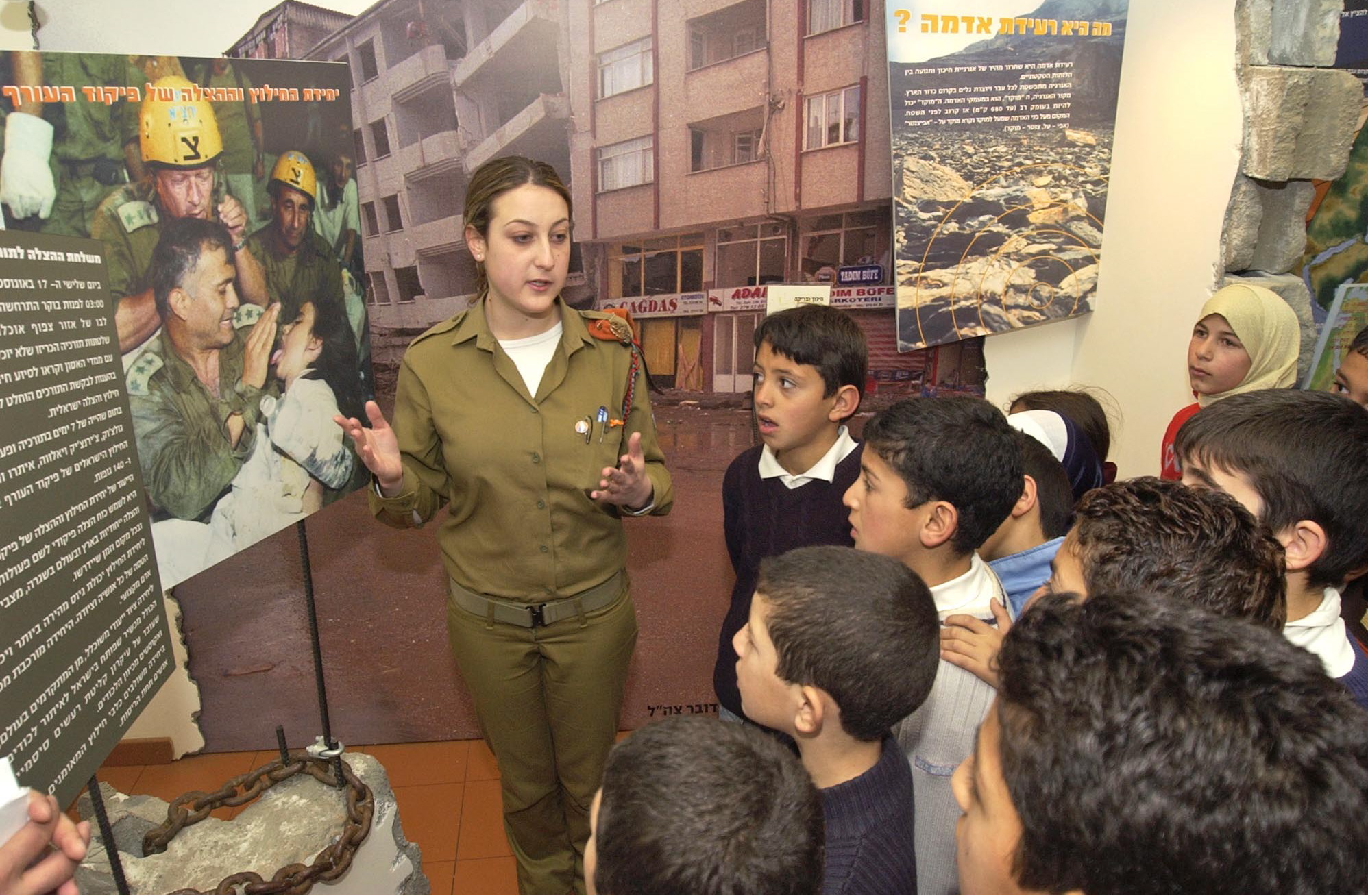
エルサレム自然博物館で救援活動の説明を行う民間防衛軍所属の女性兵士。
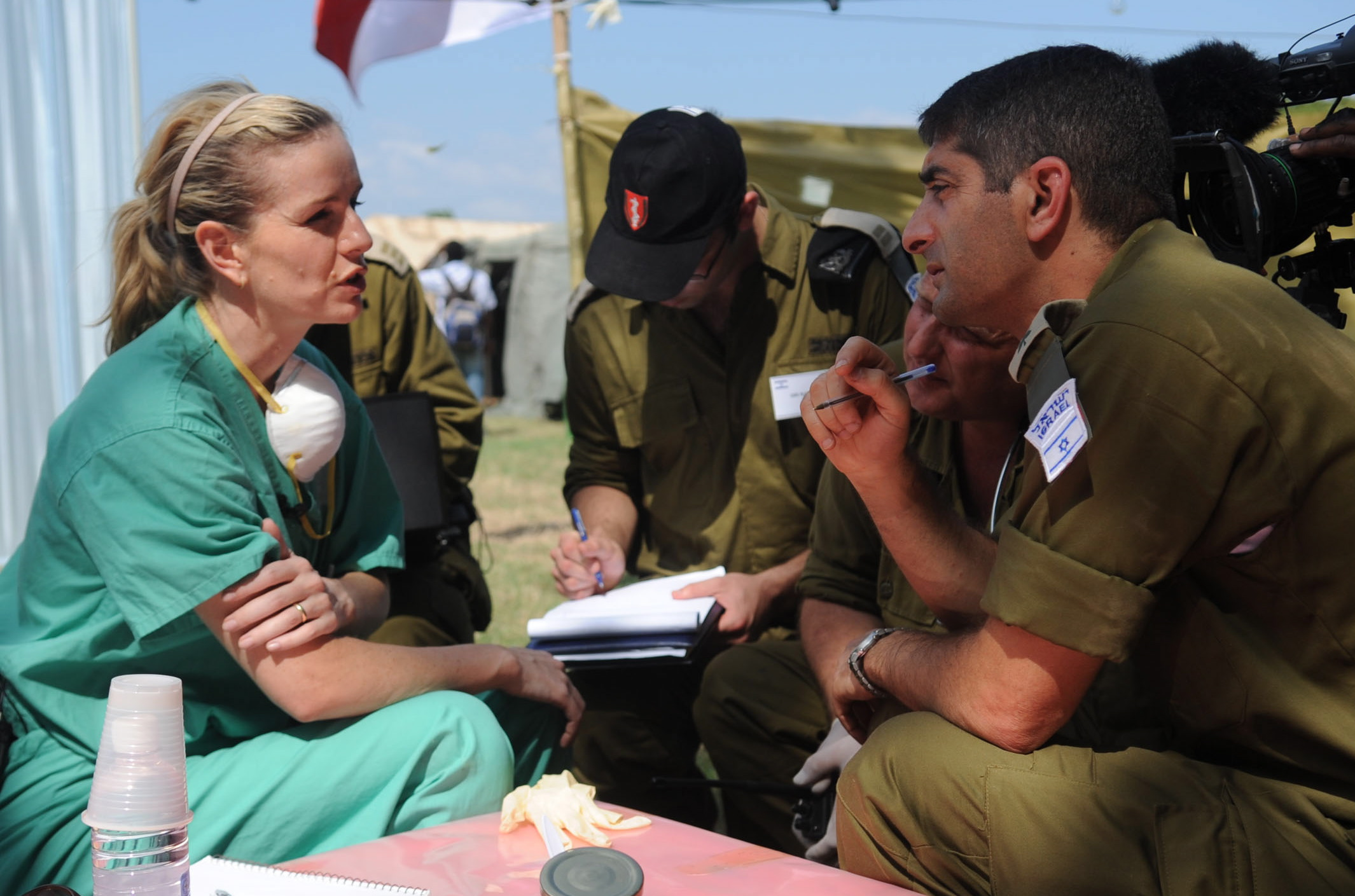
2010年のハイチ地震の救援活動に派遣され、アメリカ人医師とミーティングを行う民間防衛軍の兵士。
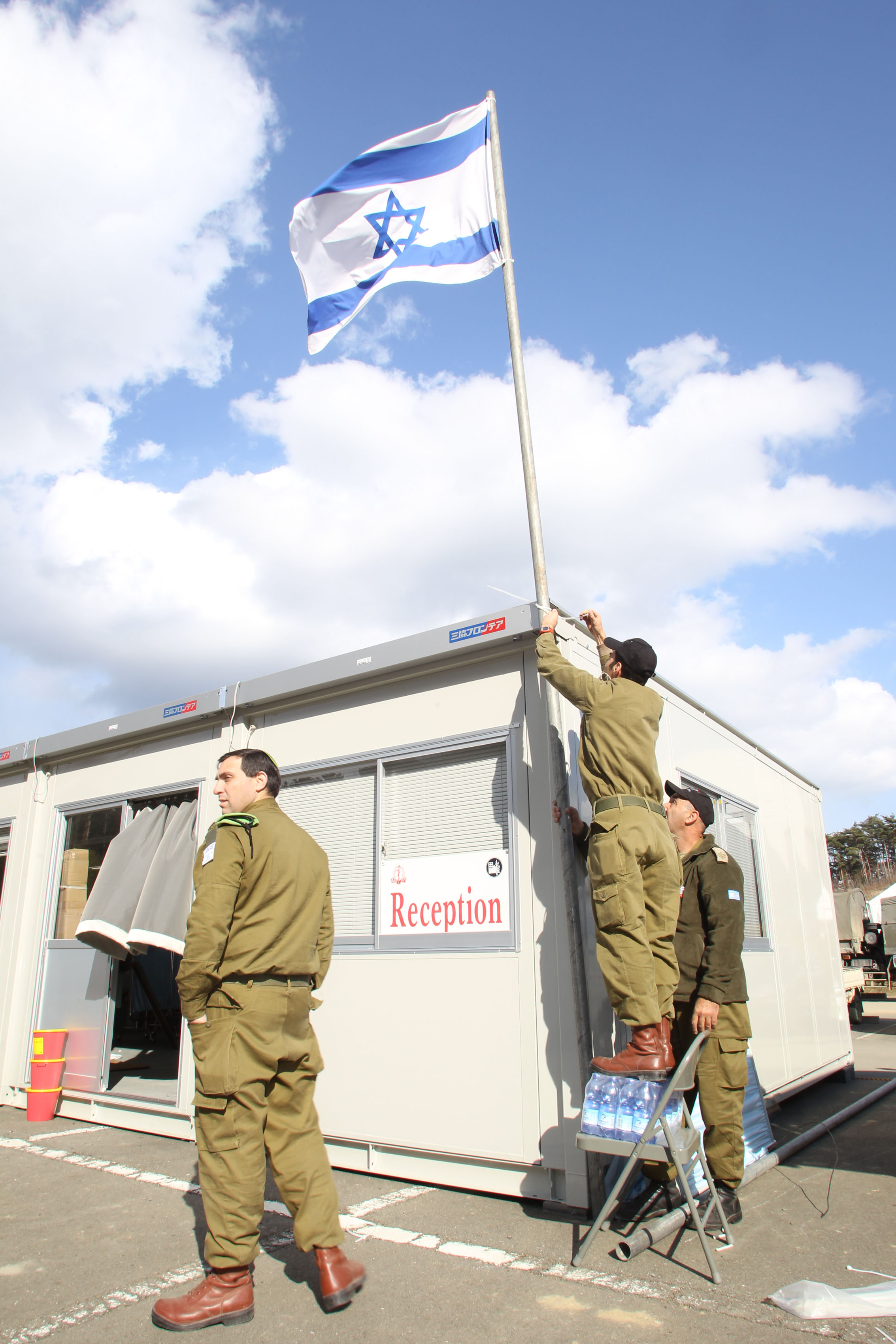
2011年の東日本大震災の救援活動で、南三陸町で救護所を開設する民間防衛軍の医療チーム。
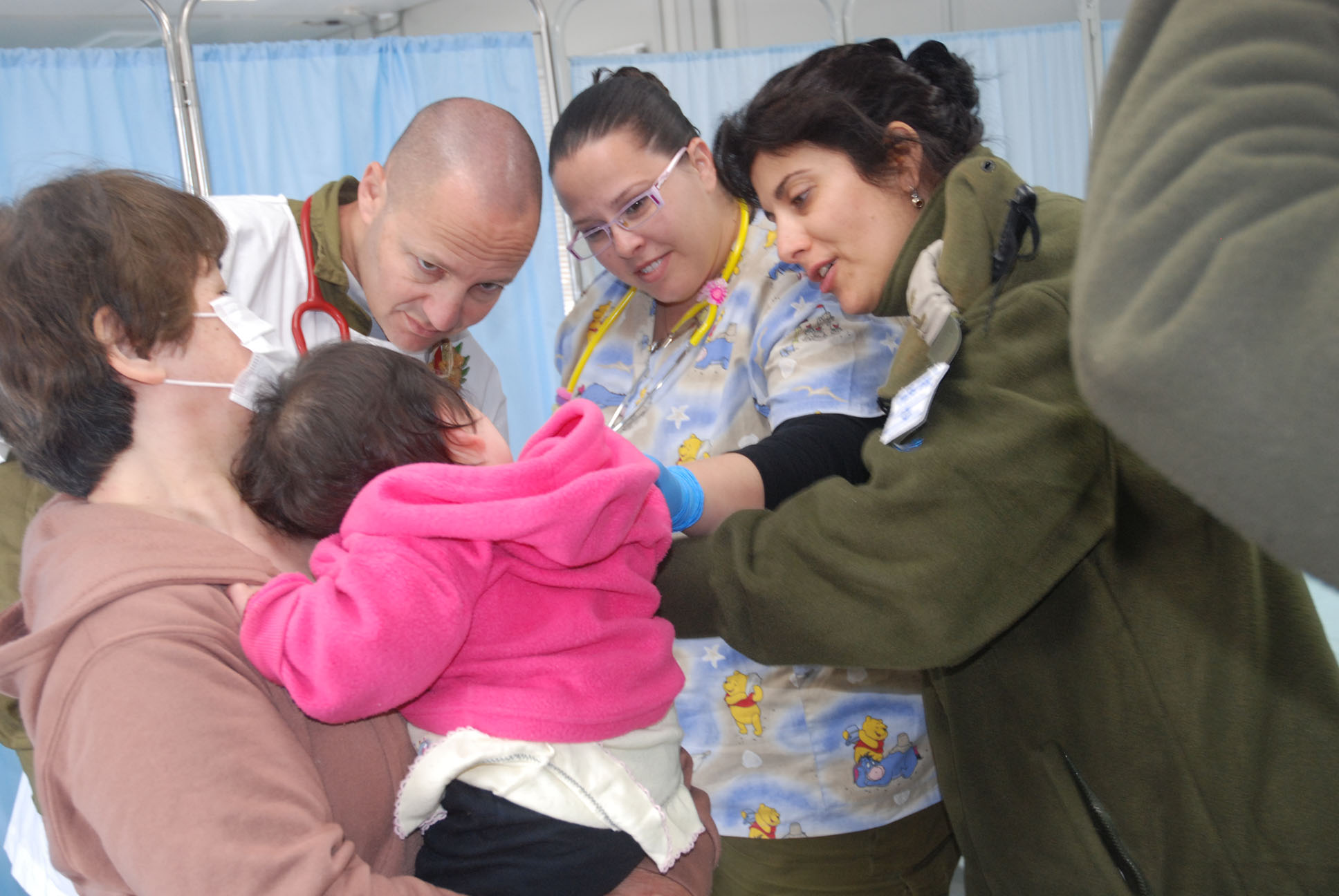
2011年の東日本大震災の救援活動で、医療活動を行う民間防衛軍の医療チーム。